# Città del Malawi

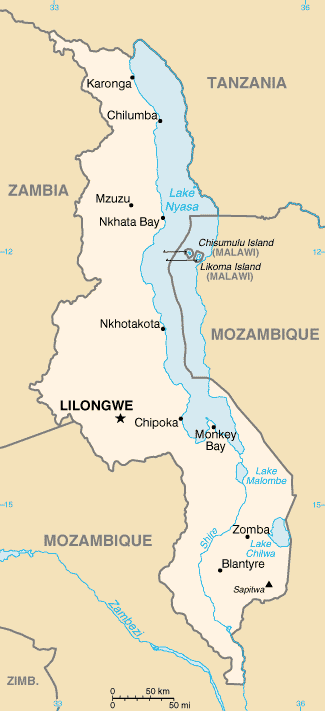
Mappa del Malawi

Lista di città del Malawi:

## Regione Settentrionale
- Chitipa
- Chilumba
- Ekwendeni
- Karonga
- Likoma
- Livingstonia
- Mzimba
- Mzuzu
- Nkhata Bay
- Rumphi
- Chintheche
- Champhira
- Jenda
- Embangweni
- Edingeni

## Regione Centrale
- Aaron
- Bwanje
- Chipoka
- Dedza
- Dowa
- Kasungu
- Lilongwe
- Linthipe
- Lobi
- Madisi
- Malaomo
- Mayani
- Mchinji
- Mponela
- Mua
- Namitete
- Mitundu
- Nathenje
- Nkhotakota
- Nkhoma
- Nponela
- Ntcheu
- Ntchisi
- Salima
- Thete
- Tsangano

## Regione Meridionale
- Balaka
- Bangula
- Blantyre
- Chikwawa
- Chiradzulu
- Chileka
- Chiponde
- Chiwembe
- Domasi
- Lilangwe
- Limbe
- Liwonde
- Luchenza
- Lunzu
- Machinga
- Malosa
- Mangochi
- Monkey Bay
- Mulanje
- Mwanza
- Namadzi
- Namwera
- Ngabu
- Nchalo
- Njata
- Nsanje
- Phalombe
- Thyolo
- Zalewa
- Zomba